# Medaille für naturwissenschaftliche Publizistik
Die Medaille für naturwissenschaftliche Publizistik der Deutschen Physikalischen Gesellschaft (DPG) wird jährlich für publizistische Leistungen auf naturwissenschaftlich-physikalischem Gebiet verliehen. Die Auszeichnung ist nicht dotiert und mit einer Silbermedaille verbunden. Sie wird am jährlichen Tag der DPG im Herbst überreicht.

## Preisträger
- 1985 Hans-Joachim Queisser
- 1988 Robert Gerwin
- 1990 Jochen Fricke
- 1993 Joachim Bublath
- 1994 Harald Fritzsch
- 1995 Bild der Wissenschaft
- 1996 Rudolf Kippenhahn
- 1997 Rainer Flöhl
- 1998 Ernst Dreisigacker, Helmut Lotsch
- 2001 Knut Urban
- 2002 Peter Lustig
- 2003 Ranga Yogeshwar
- 2004 Ernst Peter Fischer
- 2005 Harald Lesch
- 2006 Hanns Ruder
- 2007 Eberhard Wassermann, Axel Carl insbesondere für die Organisation der Initiative Highlights der Physik
- 2008 Die Sendung mit der Maus
- 2009 Eckhard Heybrock für die Initiative Faszination Licht
- 2010 Hildegard Werth, Journalistin beim ZDF (eigene Sendung WissensWERTH im ZDF Infokanal)
- 2011 Günter Paul
- 2012 Physikanten & Co. (Physik-Shows)
- 2013 Thomas Bührke, Roland Wengenmayr beide bei Physik in unserer Zeit (Bührke als Chefredakteur)
- 2014 Albrecht Beutelspacher für Wissenschaftsjournalismus in Mathematik und deren Anwendungen, Gründer des Mathematikums in Gießen
- 2015 Stefan Jorda, langjähriger Redakteur und Chefredakteur des Physik Journals
- 2016 Redaktion Forschung aktuell beim Deutschlandfunk (speziell Beiträge zur Physik von Ralf Krauter, Frank Grotelüschen)
- 2017 Christiane Götz-Sobel
- 2018 Alexander Gerst
- 2019 Jeanne Rubner, Redaktion Wissenschaft und Bildung aktuell des Bayerischen Rundfunks
- 2020 Manfred Lindinger (F.A.Z.) und Norbert Lossau (Welt)
- 2021 Viola Priesemann
- 2022 Karsten Schwanke
- 2023 Sibylle Anderl[1]
- 2024 Jacob Beautemps[2]
- 2025: Sabrina Patsch[3]